# Skramsø Plantage
Skramsø Plantage är en skog i Danmark.   Den ligger i Syddjurs kommun Region Mittjylland, i den centrala delen av landet, 140 km nordväst om Köpenhamn. Skogen är en del av Nationalpark Mols Bjerge.